# Франк Запа
Франк Винсънт Запа (на английски: Frank Vincent Zappa) е американски музикант, композитор и автор на песни. Творчеството му се характеризира с неконформизъм, свободна импровизация, звукови експерименти, музикална виртуозност и сатиризиране на американската култура. В над тридесетгодишната си кариера композира рок, поп, джаз, джаз фюжън, оркестрални композиции и конкретна музика, като продуцира сам почти всички от над шестдесетте албума, които издава с групата си „Мадърс ъф Инвеншън“ или самостоятелно. Освен това Запа режисира пълнометражни филми и музикални видеоклипове и изработва дизайна на обложки на албуми. Смятан е за един от най-иновативните и стилистично разнопосочни музиканти на своето поколение.
Като самоук композитор и изпълнител, Запа е подложен на разнородни музикални влияния, които го насочват към създаването на музика, която понякога е трудно да се категоризира. Като младеж той придобива вкус към класическия модернизъм от XX век, афроамериканския ритъм енд блус и ду-уап музиката. В гимназията започва да пише класическа музика, като същевременно свири на барабани в ритъм енд блус групи, а по-късно преминава на електрическа китара. Дебютният му албум с „Мадърс ъф Инвеншън“ от 1966 година „Freak Out!“ съчетава песни в обикновения рокендрол формат с колективни импровизации и студийни звукови колажи. Той продължава и в бъдеще с този еклектичен и експериментален подход, независимо дали водещият стил е рок, джаз или класическа музика.
Творчеството на Запа е обединено от концептуална свързаност, която той нарича „проект/обект“, с множество музикални фрази, идеи и персонажи, появяващи се многократно в албумите му. Текстовете му отразяват неговото иконоборческо отношение към установените обществени и политически процеси, структури и движения, често хумористично, заради което е описван като „кръстник“ на комедийния рок. Той е остър критик на обичайното образование и организираната религия и изтъкнат и страстен привърженик на свободата на словото, автодидактизма, политическото участие и премахването на цензурата. За разлика от много други рок музиканти от неговото поколение, той не одобрява употребата на наркотици, макар че подкрепя тяхната декриминализация и регулация.
Запа открива и свири с таланти като: Ейдриан Бълю, Terry Bozzio, Aynsley Dunbar, Брус Фаулър, Lowell George, Jean-Luc Ponty, Ruth Underwood, Джордж Дюк, Vinnie Colaiuta, Mike Keneally и Стив Вай.
Запа има много фенове в САЩ, Великобритания, Канада, Италия, Германия, Холандия и скандинавските държави. Албумите му имат силно влияние върху други групи, а сингли като „Don't Eat The Yellow Snow“, „Dancin' Fool“ и „Valley Girl“ имат голяма популярност през 70-те и 80-те години.
Запа се жени два пъти – веднъж за Катрин (Кей) Шърман (1960 – 1964; нямат деца) и след това през 1967 г. за Аделейд Гейл Слоутман, с която остава до смъртта си. Имат четири деца: Moon Unit, Dweezil, Ahmet Emuukha Rodan и Diva Thin Muffin Pigeen.

## Биография

### Младежки години и влияния
Роден е в Балтимор, Мериленд на 21 декември 1940 г., син на Франсис Запа (роден в Сицилия от гръцко-арабски произход) и Роз-Мъри Колимор (3/4 италианска и 1/4 френска кръв). Той е най-голямото от четири деца (двама братя и една сестра). През януари 1951 г. неговото семейство се премества на западния бряг поради астмата на Франк. Настаняват се в Монтерей, Калифорния на 100 мили южно от Сан Франциско. Малко след това се местят в Помона, после в Ел Кахон, след което пак се връщат близо до Сан Франциско.
По време на ранното детство на Франк баща му работи като химик и математик при военните. Поради близостта на местоживеенето им до работното място на Франсис, той държи в дома си противогаз за всеки случай. Това повлияло на Франк и той е силно заинтересован от тайната отбранителната военна индустрия. През тийнейджърските си години Запа развива проблеми със синусите.
След това през 1955 г. той и семейството му се преместват в Ланкастър, земеделски град, разположен в пустинята Мохаве, близо до въздушната база Едуард, Лос Анджелис и планината Сан Габриел. До 15-ата си годишнина Франка сменя шест различни гимназии. Тази локация дава на Запа достъп до радиостанциите на Лос Анджелис и специално KSPC 88,7 FM в Клермонт, където той има собствено съботно шоу. Като добавка родителите му можели да си позволят записи и музикални инструменти.
Като студент Запа се отегчава и затова напуска още след първия семестър, за да прави нискобюджетни филми. През целия си живот е срещу общественото образование и прекратява обучението на децата си всеки път, когато навършат 15.
По начало Запа се интересува от звуците заради самите тях. Това довежда до интерес към модерните композитори и той е повлиян в еднаква степен от авангарда, композитори като Игор Стравински, Едгар Варезе и Антон Веберн, местни ритъм&блус групи и модерен джаз (включително бибоп).
През последната си година в гимназията не само композира за училищния оркестър, но и има свое предаване по местното радио и няколко записа. Част от записите му са включени в The Lost Episodes (1996).
Първоначално Запа свири на барабани (взимайки уроци в училище през лятото на 1953) с местни групи, но по-късно сменя барабаните с китара. Въпреки че се подвизавал като китарист и певец през по-голямата част от кариерата си, Запа винаги е бил силно заинтересован от перкусиите. В групите му барабанистите винаги правят впечатление. Песни като „The Black Page“ са известни със сложността и виртуозността си, включвайки промяна в темпото и с контраст от къси или наситени изпълнение до пълна импровизация.
През 1956 г. Запа се запознава с Дон Ван Влиът (Don Van Vliet) по-известен със сценичното си име „Captain Beefheart“. Двамата стават добри приятели, като взаимно си влияят музикално и работят заедно в края на 60-те до началото на 70-те (албумът от 1975 „Bongo Fury“). След това се отчуждават за години. Може би изявлението на Ван Влиът, публикувано в музикално списание през март 1994 г., най-добре показва отношението му към Запа: „Познавах го от 37 години и накрая връзката беше лична“.
През 1957 г. Запа получава първата си китара и бързо се превръща във високообразован и изобретателен музикант. Личи си влиянието на Джони Уотсън, Хаулин Уулф и Кларънс Браун (дори през 70-те и 80-те ще покани Уотсън да свирят заедно в няколко от албумите му). Той счита солата си за „въздушни скулптури“ и развива електричен, индивидуален и новаторски стил. Така бързо се превръща в един от най-добрите китаристи на своето време.
През 1959 г. Запа се мести в Лос Анджелис и прекарва по-голямата част от живота си тук.

### 60-те години
Сред ранните професионални записи на Запа са две партитури за нискобюджетните филми „Най-големият грешник на света“ („The World Greatest Sinner“) от 1962 г. и „Бягай вкъщи бавно“ („Run Home Slow“) от 1963 г. През 1963 г. започва да свири професионално в околностите на Лос Анджелис и купува малкото студио Pal Recording Studio в Кукамонга (ранчо). Запа сменя името на студиото на „Studio Z“ и започва да работи там по 12 часа всеки ден.
Това продължава, докато Запа не приема да направи ергенски парти, за което ще получи $100. Той и приятелката му правят шеговит, „фалшив“ еротичен запис. Клиентът се оказва от Отряда за борба с порока и Запа е затворен за десет дни за разпространение на порнография. Краткият му престой в затвора оставя трайна следа в съзнанието на музиканта и е ключово събитие за формиране на антиавторитарните му възгледи.
След кратка кариера като текстописец (елегичната му „Спомени от Ел Монте“ („Memories from El Monte“) е записана от The Penguins) през 1964 г. Запа се присъединява към местната R&B група The Soul Giants, като китарист. Скоро става водеща фигура в групата и я преименува на The Mothers. Постепенно те привличат вниманието на разрастващата се ъндърграунд публика и през 1965 г. са забелязани от продуцента Том Уилсън, преди това работил с Боб Дилън и Саймън и Гарфънкъл. Освен това Уилсън е един от малкото афроамериканци, работещи за голяма звукозаписна компания. The Mothers подписват договор с Уилсън и Verve (Verve си изграждат стабилна репутация благодарение на джазовите си записи от 40-те и 50-те години). Тъй като компанията се опитва да разнообрази издаваната от нея музика, се опитва да привлече повече поп, рок и експериментални групи. Затова Запа отново сменя името на групата, този път на The Mothers of Invention (Mother било съкратено от motherfucker, което значи и умел, техничен музикант). По това време Запа се запознава и пее с мениджъра Хърб Коен.
През 1966 г. групата записва дебютния си албум Freak Out!. Той представлява смесица от R&B, doo-wop и експериментални звукови колажи, които трябвало да привлекат вниманието на „лудата“ младеж в Лос Анджелис. Това е и един от първите концептуални албуми, освен това е вторият дългосвирещ запис на рок музика излизал на пазара, което прави Запа новият глас на рок музиката. Уилсън продуцира и последвалия Absolutely Free, но за третия албум, Запа поема продуцирането, а Уилсън е изпълнителен продуцент. Оттук насетне Запа продуцира всичките албуми на The Mothers of Invention, както и соловите си проекти. Дори при записването на първите два албума Запа взима решенията по въпросите, свързани с музиката. По това време Уилсън и Запа работят заедно с The Animals по парчето „All Night Long“ от албума Animalism.
Ранните представления на The Mothers of Invention са легендарни. През 1967 г. в Гарик, Ню Йорк Запа качва на сцената няколко морски пехотинци от публиката и им казва да разкъсат на парчета няколко бебета играчки, като си представят, че това са азиатци.
Вторият и третият албум на групата са крайъгълен камък в продуцирането и връхна точка в „cut-up“ редактиращите техники. В „Absolutely Free“ Запа продължава да пее за лицемерието и конформизма в американското общество. „We're Only in it for the Money“ (1968) е считан за най-добрата работа на групата през втората половина на 60-те. Той безмилостно осмива хипитата и „силата на цветята“. Обложката е пародия на тази на Бийтълс от „Sgt Pepper's Lonely Hearts Club Band“.
През 1968 г. излиза „Lumpy Gravy“ – солов проект на Франк Запа, издаден под името Френсис Винсент Запа. Това е ново ниво в продуцирането за Запа. Според него работата върху този албум му е отнела девет месеца. В него са смесени множество музикални стилове и оркестрално групиране. Следващият му албум се казва „Cruising with Ruben & the Jets“ (1968) и се причислява към doo-wop.
В края на 60-те Запа продължава да се развива като артист. Доказателство за това е двойният „Uncle Meat“ (1969). Впоследствие Запа развива композиционен подход (той го нарича „концептуална непрекъснатост“), който включва почти всички музикални жанрове. Песните му са комбинация от осмиващи текстове, поп мелодия и виртозни инструментали с необикновена сила, където дългите джаз модулационни импровизации са балансирани с плътни, на пръв поглед хаотични звукови колажи. Те (колажите) представляват поредица от миксирана музика, звукови ефекти и говор. Концептуалната непрекъснатост може да се види в цялото творчество на Запа.
Запа става известен и с цитирането на фрази, които са му повлияли или са го разсмели. Една от най-често цитираните е от популярното през 60-те парче „Louie Louie“, която може да се види под различни форми в доста от парчетата му.
В края на 60-те Запа започва да записва концертите си. Така до 1988 г. вече има внушителен архив. В края на 80-те някои от тези записи са включени в 12-дисковия сет „You Can't Do That on Stage Anymore“. Заради настойчивостта си за прецизно времетраене на концертите, от 70-те Запа включва части от изпълненията си на живо в студийните записи. По-късно той ще започне да комбинира записи от различни композиции в нови парчета, независимо какво е темпото или източникът. Той нарича този процес ксенохрония (извънземно време).
Заглушени от критиците и често неразбрани от феновете на мейнстрийма, The Mothers of Invention често са посрещани с насмешка и подигравки. Финансите на групата са отчайващи, има вътрешни търкания, които в крайна сметка довеждат до напускането на някои членове. Тези, които остават със Запа, издават Weasels Ripped My Flesh и Burnt Weeny Sandwich (и двата през 1970).
Освен това Запа издава и соло албума „Hot Rats“, който е посрещнат добре от публиката. Този албум е смесица от джаз, блус и Р&Б и в него участват известни сешън музиканти като цигуларя Дон Харис, барабаниста Джон Герин, Иън Ъндеруд и басиста Шуги Отис. Това е един от най-популярните и достъпни албуми на Запа и има основно влияние върху джаз-рок фюжъна.
В този период Запа продуцира двойния албум „Trout Mask Replica“ на Captain Beefheart (които също участват в последния му проект). Освен това продуцира и албуми на Алис Купър, Тим Бъкли, Wild Man Fisher, The GTO's както и последния лайф на Лени Брус.

### 70-те години
Около 1970 г. Запа събира The Mothers в нов състав. Той включва Айнсли Дънбар (барабани), Джордж Дюк (клавишни), Иън Ъндеруд (предишен член на групата), Джеф Симънс (бас, ритъм китара) и трима членове на The Turtles: Джим Понс (бас), Марк Волман и Хауърд Кейлън (вокали).
С този състав Запа записва Chunga's Revenge, който е последван от саундтрака на 200 Motels, включващ и Кралската филхармония. Така Джордж Дюк участва и в групата и във филма отново като музикант. След това той напуска The Mothers, за да свири с Cannonball Adderley и е заменен от Дон Престън от оригиналния състав на The Mothers, който също участвал във филма, но не и в саундтрака.
Този двоен албум е последван от два сета, записани на живо в Лос Анджелис – Fillmore East - June 1971 и Just Another Band From L.A., които включват 20-минутното парче „Billy The Mountain“ и сатирична рок опера на Запа.
През декември 1971 имало две сериозни пречки. Докато свирели в Монтрьо (Швейцария) оборудването на групата било унищожено от пожар, който започнал от пламък в публиката. За броени минути пожарът обхваща казиното, където групата свири. Тази случка е обезсмъртена от Deep Purple с песента Smoke on the Water. По-късно същия месец Запа е нападнат в Rainbow Theatre в Лондон. „Фен“ от публиката бута Франк от сцената в оркестъра. Тревор Хоуел (човекът от публиката) дава две обяснения за случилото се пред медиите. Едната е, че групата не си заслужавала парите, които е дал за концерта, а другата, че Запа заглеждал приятелката му. В резултат от падането Франк получава сериозни наранявания – няколко фрактури, травма на главата и наранявания по гърба, краката и врата, както и нараняване на ларинкса, което е причина гласът му да падне с 1/3. Инцидентът го принудил да прекара известно време в инвалидна количка и се наложило да бъдат отменени ангажиментите му за около година. В същото време The Mothers сформират група наречена Flo and Eddie и издали свои самостоятелни записи, записани по времето, когато трябвало да бъдат на отменените турнета.
Запа тръгва отново на турне в края на 1972 г. с биг бенд, наречен The Grand Wazoo. След това формира групи, които в различни етапи включват Иън Ъндеруд, Рут Ъндеруд (маримба), Сал Маркез (тромпет, вокали), Наполеон Мърфи Брок (саксофон, флейта и вокали), Брус Фоуър (тромбон), Том Фоуър (бас), Честър Томпсън (барабани), Джордж Дюк и Жан-Люк Понти (цигулка).
Запа и Коен се присъединяват към слелите се звукозаписните компании Bizarre и Straight през 1973 г. и преименуват компанията на DisxReet Records. Участие имат и Warner Bros. В началото на 70-те излизат One Size Fits All, Apostrophe, Over-Nite Sensation и Roxy & Elsewhere, записани с променлив състав. Интересни в тези албуми са джаз-фюжън линиите, най-осезаеми
в песни като „Inca Roads“, „Echidna's Arf (Of You)“ и „Be-Bop Tango (Of the Old Jazzmen's Church)“.
В средата на 70-те Запа подготвя материал за Läther – проект, включващ четири дългосвирещи записа. Läther всичко аспекти от музикалното разнообразие, което Запа използва – рок мелодии, оркестрови творби, сложни инструментали и запазената марка на Запа дисторжън на електронна „тръба“ и китара. Предпазливите издатели обаче отказват да издадат проекта, тъй като е твърде голям. Скоро след това Запа участва в популярното по онова време радио KROQ и им позволява да пуснат част от Läther и насърчава слушателите да си направят техни собствени копия на записа. Последва съдебен спор между Запа и Warner Bros., по време на който били издадени повечето от албумите от проекта (Zappa in New York (1978), Studio Tan (1978), Sleep Dirt (1979), и Orchestral Favorites (1979)). Läther е издаден „посмъртно“ през 1996 г.
Работата на Запа с мениджъра Хърб Коен приключва през 1976 г. Тогава Запа разбира, че Коен е заделял повече от предвиденото от звукозаписната компания. Освен това Запа бил убеден, че бившият му мениджър използвал част от парите на Франк за записи на други музиканти. В отговор на това Коен дал Франк под съд, за това че отишъл с копие от Zoot Allures (1976) направо при Warner Bros. и по този начин „прескача“ напълно „DiscReet Records“. Все още не се знае какво точно е разпоредил съдът по този въпрос, но Запа и Коен никога повече не работят заедно. След време Запа ще получи правата върху всички материали, издадени по време на работата му с Warner Bros.
В края на 70-те Запа се появява два пъти в популярното предаване на NBC „Saturday Night Live“. Участието му през декември 1976 г. той свири заедно с Джон Белуши „The Purple Lagoon“ (Белуши свири на саксофон, а Запа дирижира). През 1978 г. Запа участва като гост и музикант, а също така взима участие в няколко скеча.
„Sheik Yerbouti“ (1979) е първият албум, който излиза от Zappa Records и съдържа класики на Запа като „Dancin' Fool“, „Bobby Brown“ и „Jewish Princess“. Те са приети многозначно от публиката, също както и троиният дългосвирещ Joe's Garage, издаден същата година. В този албум Запа заявява позициите си спрямо потъпкването на свободата на словото (и музиката). От този албум впечатление правят песните „Catholic Girls“ „Lucille Has Messed My Mind Up“, както и едноименното парче, в което е включено дълго китарно соло от концертно изпълнение, миксирано със студийния запис (споменатия по-горе метод ксенохрония). На края е парчето „Watermelon in Easter Hay“, което става най-известната китарна мелодия на Запа. През 1993 г. списанието Modern Drummer подрежда Joe's Garage на 25-о място в класацията си за барабанни изпълнения на всички времена.

### 80-те години
През 1981 г. Barking Pumpkin Records издава Tinsel Town Rebellion – компилация от песни, взети от турне през 1979 г. и последното за 1980 г., а също така съдържа и един студиен запис. „The Blue Light“ е очевиден пример за майсторството на Вини Колаюта на барабаните и на шпрехстайма (говор по време на песента) на Запа.
През същата година излиза двойният „You Are What You Is“. По-голямата част от албума е записана в новото студио на Запа UMRK (Utility Muffin Research Kitchen). Албумът съдържа 19 песни, включително сложния инструментал „Theme from the 3rd Movement of Sinister Footwear“. В тази творба Запа е акцентирал върху рок песни, съдържащи типичния му саркастичен коментар. В албума участва китарисът Стив Вай, който е присъединява към групата в края на 1980 г.
През 1981 г. излизат и инструменталните Shut Up 'N Play Yer Guitar, Shut Up 'N Play Yer Guitar Some More, и The Return of the Son of Shut Up 'N Play Yer Guitar. Както подсказват и заглавията тези албуми фокусират върху Запа като соло китарист. През цялата кариера на Запа запазена марка остават неговите китарни сола и сега той решава да издаде албуми, посветени именно на тях. Повечето от записите са от концерти от периода 1979 – 80 г. Впоследствие са издадени в троен бокс-сет, а през 1988 г. са последвани от Guitar, където записите са от периода 1981-82 и 1984 г. През 2006 г. е издаден Trance-Fusion. Завършен малко преди смъртта на Запа, той включва китарни изпълнения от 1979 до 1988 г.
През май 1982 г. Запа издава Ship Arriving Too Late to Save a Drowning Witch, който включва най-продавания му сингъл „Valley Girl“ (достига 32-ро място в класацията на Билборд). В импровизирания текст дъщерята на Франк Муун Юнит сатиризира баналната реч на тийнейджърките от долината Сан Фернандо.
През 1983 г. са издадени два различни проекта. Първият е The Man From Utopia, който е рок ориентирана творба. Вторият албум е първият изцяло оркестрален запис на песни на Запа. Дирижиран от Кент Нагано и изпълнен от Лондонския симфоничен оркестър, той включва композиции като „Sad Jane“, „Pedro's Dowry“, и „Mo 'n Herb's Vacation“.
Втори подобен запис е издаден през 1987 г., съдържащ „Bogus Pomp“. Запа обаче не бил доволен от работата с оркъстъра, тъй като не изпълнявали достатъчно добре композициите му. Най-очевидния пример е „Strictly Genteel“, който е записан след като духовата секция е отишла да пие бира в почивката. Тази песен преживява безброй репетиции, докато стане годна за записа.
Остатъкът от кариерата на Запа е силно повлиян от използването на синкалвира. През 1984 г. Запа издава четири албума за няколко месеца. Boulez Conducts Zappa: The Perfect Stranger е албум, включващ оркестрални творби на Запа, дирижирани от известния диригент Пиер Булез, и премиера на няколко синклавирни изпълнения. Francesco Zappa е албум със синклавирни интерпретации на композитора от XVII век Франческо Запа (няма родствена връзка). Them or Us е двоен запис на редактирани лайф изпълнения.
На 19 септември 1985 г. Запа говори пред Сената на САЩ и напада Родителския музикален център (Parents Music Resource Center или PMRC е американска организация за цензура върху музиката, създадена от Типър Гор – съпруга на тогавашния сенатор Ал Гор). В предварително подготвената си реч Запа заявява, че организацията с нищо не помага на младежта, нарушава граждански свободи и „обещава да държи съда зает с години с дела за интерпретационни проблеми“. Освен това музикантът пуска на експерти от организацията композицията си „Porn Wars“ от албума от 1985 г. Frank Zappa Meets the Mothers of Prevention. Запа продължава спора си с представители на PMRC в предаването на CNN „Crossfire“ през 1986 и 1987 г.
Албумът Jazz From Hell, издаден през 1986 г., носи на Запа първата му награда Грами – за най-добра рок инструментална песен за 1988 г. Като се изключи едно китарно соло, албумът съдържа само композиции на синклавир. Въпреки че е инструментален албум, Jazz From Hell се продава със стикер за „опасни текстове“ (стикера показва че албумът съдържа нецензурни думи и текстове; стикерът е приет от Американската асоциация на звукозаписните компании по предложение на PMRC).
Последното турне на Запа с рок формация се състои през 1988 г. от 12 музиканти, за които се твърди, че имат репертоар от повече от 200 песни (предимно на Запа). Турнето е прекъснато поради неясни причини. Въпреки това турнето е документирано в албумите Broadway The Hard Way, The Best Band You Never Heard in Your Life и Make a Jazz Noise Here. Отделни части има и в You Can't Do That on Stage Anymore, Vols. 4 и 6.
В края на 80-те интересите на Запа към политиката се засилват. По време на турнето от 1988 г., той постоянно окуражава по-младите си фенове да гласуват и дори има урни за гласуване на концертите. Дори е обсъждан като евентуален кандидат за президент на САЩ от Либертарианската партия (в крайна сметка кандидат-президент става Рон Пол). През този период Запа преиздава много от ранните си записи. Той лично вижда ремастерирани всичките си класически албуми от 60-те, 70-те и първите години на 80-те на компактдискове.

### 90-те години
В началото на 1990 г. Запа посещава Чехословакия по покана на президента Вацлав Хавел, който е негов почитател. Той дори предлага на Запа да стане консултант на правителството по търговията, културата и туризма. Музикантът приема ентусиазирано и започва да се среща с корпорации, заинтересовани от инвестиции в Чехословакия. Само след няколко седмици обаче администрацията на САЩ оказва натиск върху чешкото правителство и то оттегля предложението си. Вместо това Хавел прави Запа неофициално културно аташе.
На политическата кариера на Запа е сложен край доста бързо след това. През 1991 г. лекарите му откриват рак на простатата. След диагнозата Запа посвещава всичките си сили на модернистични оркестрални творби. Въпреки болестта, през септември 1992 г. Запа е гост диригент на класическия „Ensemble Modern“ (камерен ансамбъл, изпълняващ творби на съвременни композитори). С тях той осъществява редица концерти в Германия и Австрия, които по-късно се появяват в The Yellow Shark.
През последните си години той редактира безброй CD колекции от концертните си записи, направени през годините. През 1993 г. малко преди смъртта си завършва Civilization, Phaze III – голяма творба, започната през 80-те години.
Франк Запа умира на 4 декември 1993 г., на 52 години от рак на простатата. Погребан е в безименен гроб в Уестуд Вилидж Мемориал Парк в Уестуд, Калифорния.

## Дискография
Дискография на Франк Запа